# W.E. - Edward e Wallis
W.E. - Edward e Wallis (W.E.) è un film del 2011 diretto da Madonna.

## Trama
Il film racconta la tormentata e scandalosa storia d'amore, negli anni trenta del Novecento, fra Edoardo VIII del Regno Unito e la divorziata Wallis Simpson, per la quale il re poi abdicò in favore del fratello. Una storia d'amore che fece scalpore all'epoca e scandalizzò l'opinione pubblica inglese del tempo. La trama poi si interseca con un'altra storia, quella di Wally Winthrop, una donna che abita nella New York degli anni novanta.

## Produzione
Le riprese degli esterni del film cominciarono da Londra il 5 luglio 2010 per proseguire in Italia (Portofino), Francia e Stati Uniti. La sceneggiatura è stata scritta in collaborazione con il regista Alek Keshishian, che aveva già lavorato con Madonna nel documentario A letto con Madonna del 1991. Il film è stato prodotto dalla Semtex Girls, di proprietà della stessa Madonna e distribuito negli Stati Uniti dalla The Weinstein Company, mentre in Gran Bretagna da StudioCanal UK.

## Distribuzione
Il film è stato presentato fuori concorso alla 68ª Mostra internazionale d'arte cinematografica di Venezia. Il film è uscito nelle sale italiane l'8 giugno 2012 distribuito da Archibald Enterprise Film.

## Riconoscimenti
- Golden Globe 2012:
  - Nomination alla migliore colonna sonora originale
  - Migliore canzone originale a Masterpiece di Madonna
- Premi Oscar 2012:
  - Nomination ai migliori costumi

## Colonna sonora
La colonna sonora del film è stata preceduta dall'uscita del singolo Masterpiece, in download gratuito nel dicembre 2011. L'intera colonna sonora è stata distribuita digitalmente da Interscope Records a partire dal 31 gennaio 2012. La canzone Masterpiece è stata scritta dalla stessa Madonna, Julie Frost e Jimmy Harry e prodotta da William Orbit.
Le altre tracce sono state composte dal noto compositore Abel Korzeniowski.

### Tracce
1. Charms - 4:03
2. Duchess of Windsor - 3:09
3. Revolving Door - 4:19
4. I Will Follow You - 2:32
5. Abdication - 5:22
6. Six Hours - 3:30
7. Brooklyn Faces - 4:53
8. Evgeni's Waltz - 3:34
9. Satin Birds - 4:29
10. Letters - 4:19
11. Dance for Me Wallis - 3:08
12. Masterpiece - 3:58

## Crediti
- Madonna – regista, sceneggiatrice, produttore, colonna sonora
- Alek Keshishian – sceneggiatore
- Kris Thykier – produttore
- Colin Vaines – produttore associato
- Sara Zambreno – produttore associato
- Scott Franklin – produttore esecutivo
- Donna Gigliotti – produttore esecutivo
- Harvey Weinstein - produttore esecutivo
- Hagen Bogdanski – direttore della fotografia

- Abel Korzeniowski – compositore
- Elaine Grainger – casting
- Lucinda Syson – casting
- Martin Childs – scenografia
- Huw Arthur – direzione artistica
- Mark Raggett – supervisore direzione artistica
- Celia Bobak – decoratore
- Arianne Phillips – costumista
- Jenny Shircore – trucco